# Sandra Koblmüller
Sandra Koblmüller (* 15. Juli 1990) ist eine österreichische Triathletin, Trailrunnerin und mehrfache Staatsmeisterin im Cross-Triathlon (2013, 2014, 2015) sowie Bergmarathon (2017).

## Werdegang

### Staatsmeisterin und U23-Vizeeuropameisterin Cross-Triathlon 2013
Im Juni 2013 wurde Sandra Koblmüller österreichische Staatsmeisterin im Cross-Triathlon und die Oberösterreicherin konnte diesen Erfolg 2014 und 2015 nochmals erfolgreich verteidigen.

In der Klasse U23 wurde sie im September 2013 in Strobl Vizeeuropameisterin Cross-Triathlon.
Im September 2015 wurde sie auf Sardinien Zwölfte bei der ITU-Weltmeisterschaft Cross-Triathlon. Im ersten Rennen der europäischen Xterra-Rennserie landete sie im April 2016 auf Malta auf dem dritten Rang.
Seit 2016 startet sie auch im Berglauf (Trailrunning) und sie konnte im Juli die zweite Austragung des Großglockner GlocknerTrails (50 km) gewinnen.

### Trailrunning-Weltmeisterschaften 2017
Bei den Trailrunning-Weltmeisterschaften belegte die 26-Jährige im Juni 2017 den neunten Rang.
Im Juli konnte sie ihren Erfolg aus dem Vorjahr am Großglockner erfolgreich verteidigen und das Rennen mit neuem Streckenrekord wieder für sich entscheiden.

### Staatsmeisterin Bergmarathon 2017
Im September wurde sie mit dem Sieg beim Stanzer Trailrun Staatsmeisterin im Trail Marathon.
Bei einem Sturz mit dem Mountainbike zog sie sich im Juli 2018 einen Bruch der Schulter zu, startete jedoch trotzdem drei Wochen später beim TransRockies Run und belegte über die Drei-Tages-Wertung den zweiten Platz.
Sandra Koblmüller studierte Sport an der Universität Salzburg und lebt heute in Salzburg.

## Sportliche Erfolge
| Datum/Jahr    | Rang | Wettbewerb                                    | Austragungsort        | Zeit     | Bemerkung |
| ------------- | ---- | --------------------------------------------- | --------------------- | -------- | --- |
| 17. Apr. 2016 | 4    | Xterra Reunion                                | Réunion               |          | |
| 3. Apr. 2016  | 3    | Xterra Malta Championships                    | Malta                 | 02:46:51 | |
| 20. Feb. 2016 | 6    | Xterra South Africa                           | Waco                  |          | [ 8 ] |
| 26. Sep. 2015 | 12   | ITU Cross Triathlon World Championships       | Orosei                | 02:46:40 | ITU-Weltmeisterschaft Cross-Triathlon                                                                                          |
| 1. Aug. 2015  | 1    | ÖTRV Staatsmeisterschaft Crosstriathlon       | Berndorf bei Salzburg | 02:04:38 | Österreichische Staatsmeisterin Cross-Triathlon im Rahmen des X-Triathlon (1 km Schwimmen, 26 km Mountainbike und 8 km Laufen) |
| 29. März 2015 | 2    | Xterra Malta Championships                    | Malta                 | 02:40:13 | |
| 16. Aug. 2014 | 16   | ITU Cross Triathlon World Championships       | Olbersdorf            | 03:22:37 | ITU-Weltmeisterschaft Cross-Triathlon                                                                                          |
| 2. Aug. 2014  | 1    | ÖTRV Staatsmeisterschaft Crosstriathlon       | Berndorf bei Salzburg | 01:58:45 | |
| 1. Juni 2014  | 2    | Xterra Portugal Championships                 | Golega                |          | |
| 7. Sep. 2013  | 2    | ETU Cross Triathlon European Championship U23 | Strobl                | 01:47:58 | Vizeeuropameisterin Cross-Triathlon in der Klasse U23                                                                          |
| 22. Juni 2013 | 1    | ÖTRV Staatsmeisterschaft Crosstriathlon       | Völkermarkt           | 03:16:48 | beim CrossMan |

| Datum/Jahr    | Rang | Wettbewerb                                   | Austragungsort   | Zeit     | Bemerkung                                               |
| ------------- | ---- | -------------------------------------------- | ---------------- | -------- | ------------------------------------------------------- |
| 27. Juli 2019 | 1    | Weissee Gletscherwelt Trail                  | Kaprun           | 03:16:49 |                                                         |
| 19. Aug. 2018 | 2    | TransRockies Run                             | Colorado         | 09:21:00 | Etappenlauf über drei Tage, 14. – 16. August            |
| 16. Sep. 2017 | 1    | Österreichische Meisterschaften Bergmarathon | Stanz im Mürztal | 04:33:22 | Staatsmeisterin Bergmarathon beim Stanzer Trailrun      |
| 2. Aug. 2017  | 1    | Kalser Tauern Trail                          | Kaprun           | 05:37:36 | erfolgreiche Titelverteidigung mit neuem Streckenrekord |
| 10. Juni 2017 | 9    | IAU Trail World Championships                | Badia Prataglia  |          | Trailrunning Weltmeisterschaften                        |
| 25. Juli 2016 | 1    | Kalser Tauern Trail                          | Kaprun           | 05:42:25 |                                                         |

(DNF – Did Not Finish)